# George Weigel
George Weigel (* 17. dubna 1951 Baltimore) je americký spisovatel a politický aktivista. Bývá často řazený k tzv. neokonzervativcům. V současné době pracuje pro konzervativní aktivistickou organizaci s názvem Ethics and Public Policy Center. Je též známý jako životopisec papeže Jana Pavla II. ve svém díle Witness to Hope, které vyšlo v češtině pod názvem Svědek Jan Pavel II.

## Životopis
George Weigel se narodil a vyrůstal ve městě Baltimore ve státě Maryland, kde navštěvoval školu s názvem St. Mary's Seminary and University. Dále obdržel magisterský titul na St. Michael's College na universitě v Torontu. Je držitelem 18 čestných doktorátů a papežského kříže Pro Ecclesia et Pontifice a zlaté medaile Gloria Artis, kterou mu udělilo polské ministerstvo kultury.
Část svého života strávil také v Seattlu, kde působil jako profesor theologie a asistující děkan na St. Thomas the Apostle Seminary School of Theology v Kenmore. V roce 1977 se Weigel stal stipendistou v organizaci World Without War Council of Greater Seattle, kde zůstal až do roku 1984 a v letech 1984-5 pak spolupracoval s washingtonským think tankem Woodrow Wilson International Center for Scholars.
Weigel byl v letech 1986–1989 zakládajícím předsedou organizace James Madison Foundation. V roce 1994 byl také jedním ze signatářů dokumentu nazvaného Evangelicals and Catholics Together (Evangelikálové a katolíci společně).
Od roku 1992 pořádá George Weigel a několik dalších katolických intelektualů ze Spojených států, Polska a dalších Evropských zemí v polském Krakově tzv. Tertio Millennio Seminar o svobodné společnosti, kde spolu s vybranými studenty z USA, Polska a několika dalších rozvíjejících se demokracií ve střední a východní Evropy diskutují otázky týkající se křesťanství v kontextu liberální demokracie a kapitalismu, kde papežská encyklika Centesimus annus slouží jako jakýsi výchozí bod.
Je také členem poradní rady nadace Victims of Communism Memorial Foundation.
George Weigel žije se svojí manželkou Joan ve městě North Bethesda ve státě Maryland a má tři děti.